# Syromastus
Syromastus is een geslacht van wantsen uit de familie randwantsen (Coreidae). Het geslacht werd voor het eerst wetenschappelijk beschreven door Berthold in 1827.

## Soorten
Het genus bevat de volgende soorten:

- Syromastus affinis (Heer, 1853)
- Syromastus buchii (Heer, 1853)
- Syromastus coloratus (Heer, 1853)
- Syromastus punctiventris (Statz, 1950)
- Syromastus rhombeus (Linnaeus, 1767)
- Syromastus seyfriedi (Heer, 1853)